# Llinda de coure de Tell al-'Ubaid
La Llinda de Tell al-'Ubaid o Relleu d'Anzu és un gran plafó de coure trobat a l'antiga ciutat sumèria de Tell al-'Ubaid, al sud de l'Iraq. Excavat per l'arqueòleg anglés Henry Hall el 1919, el fris és una de les escultures de metall més grans que han sobreviscut de l'antiga Mesopotàmia i es troba encara al Museu Britànic.

## Descobriment
Fou descoberta el 1919 en la base dels fonaments del temple de tova i rajola al jaciment sumeri aïllat de Tell al-'Ubaid, a prop de l'antiga ciutat d'Ur al sud de l'actual Iraq. Els arqueòlegs han determinat a partir de les inscripcions i escultures trobats que el temple estava dedicat a la dea Ninhursag. Segons el lloc on es va trobar, sembla que aquest gran plafó de coure era damunt la porta del temple, decorant la llinda, a la vista del poble.

## Descripció
L'impressionant relleu de metall es va trobar en un estat lamentable i es va haver de restaurar. La figura central en la llinda restaurada mostra l'àguila amb cap de lleó Anzu, que era el símbol del déu Ninurta. Flanquejant-lo, hi ha dos cérvols, un dels caps dels quals ha estat totalment reconstruït. El relleu és una peça molt gran de coure i gairebé sembla separar-se'n del fons. Que un objecte d'aquesta grandària i antiguitat haja sobreviscut és excepcional, ja que en l'antiguitat la majoria d'objectes de metall acabaven fosos en lingots pel seu valor.